# Stoupa (Griechenland)
Stoupa (griechisch Στούπα (f. sg.)) ist ein Dorf in der Ortsgemeinschaft Neochori im Gemeindebezirk Lefktro der Gemeinde Dytiki Mani in der griechischen Region Peloponnes.
Das einstige Fischerdorf ist in den letzten Jahrzehnten ein hauptsächlich auf Fremdenverkehr (mit leicht "alternativem" Touch) zugewandter Ort geworden. Im Ortsteil Kalogria findet sich einer der in Griechenland relativ seltenen feinen Sandstrände. Eine Büste des Dichters erinnert an den Aufenthalt von Kazantzakis in Stoupa.
Das Dorf diente dem Dichter Nikos Kazantzakis als Vorlage für den Roman Alexis Zorbas. Kazantzakis versuchte hier 1917 einen Kohlenbergbau zu beginnen, sein Vorarbeiter hieß Zorbas, in der literarischen Bearbeitung dieses fehlgeschlagenen Experiments verlegte Kazantzakis den Ort der Handlung aber nach Kreta.

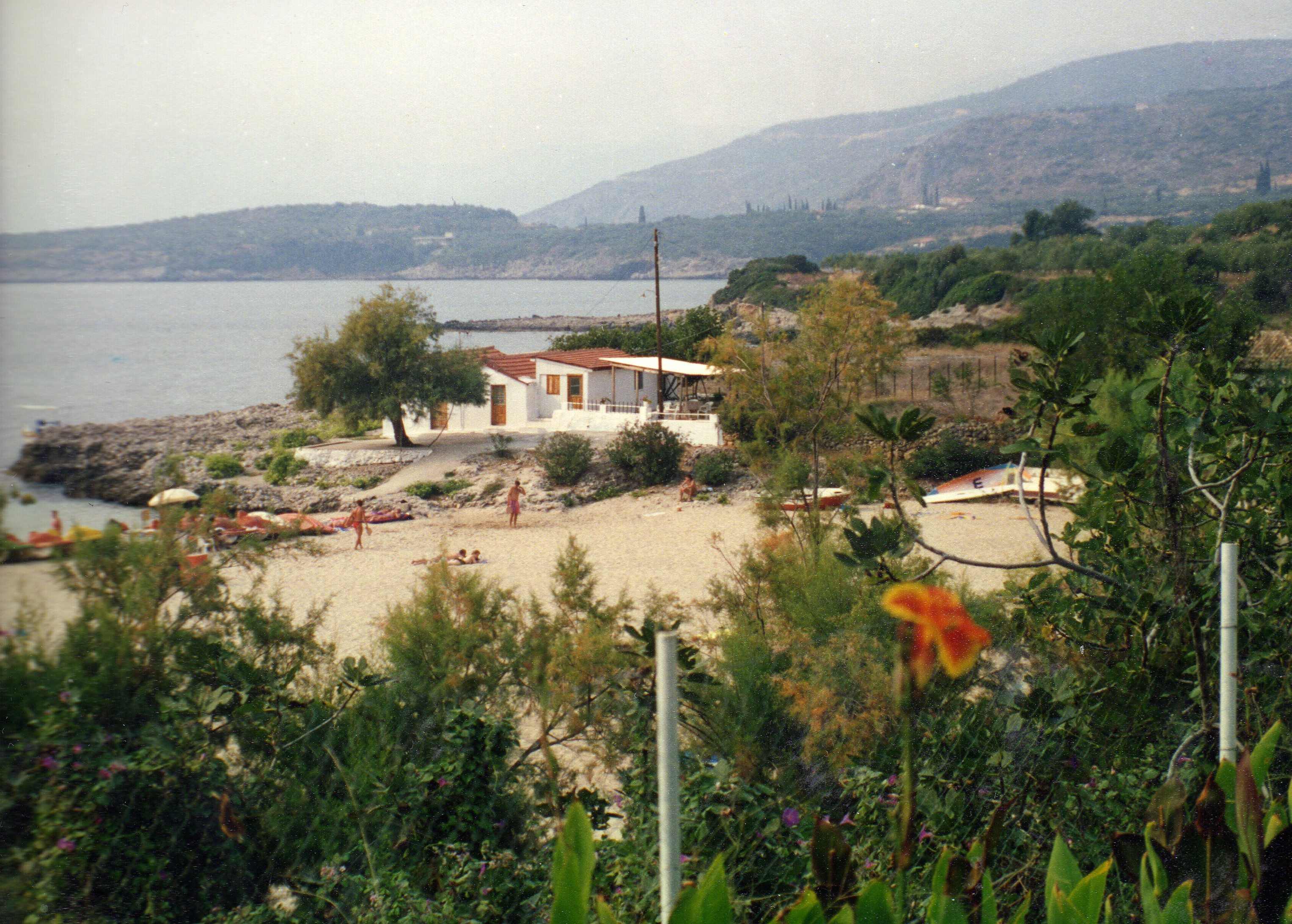
Kalogria Beach
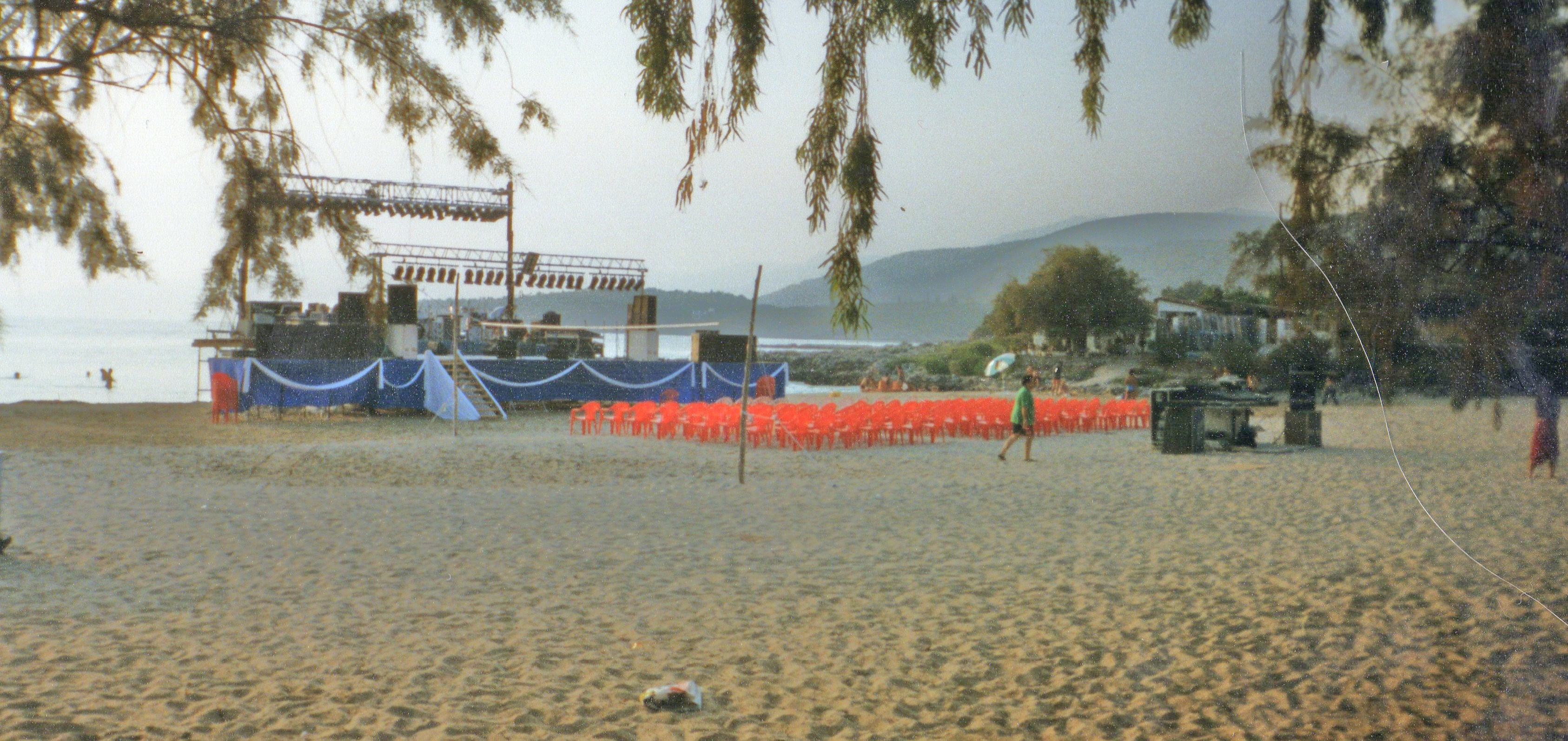
Kalogria: Vorbereitungen für ein Konzert von Mikis Theodorakis